# ポイント・フォーティン
ポイント・フォーティン（英語: Point Fortin）はトリニダード・トバゴの行政区である。

## 人口
- 1980年 16,710人
- 1990年 18,622人
- 2000年 17,755人
- 2011年 20,161人

## 隣接行政区画
- シパリア行政区